# فیلیپ پلیوو
فیلیپ پلیوو (انگلیسی: Filip Peliwo؛ زادهٔ ۳۰ ژانویهٔ ۱۹۹۴) یک تنیس‌باز لهستانی زاده کانادا است.